# قتیل لاهوری
محمد حسن خان قتیل لاهوری  (زاده ۱۱۷۰ق، درگذشته ۱۲۳۳ق) مشهور به میرزا قتیل و قتیل لاهوری به خاطر اشعار عرفانی زیبا در ایران و شبه قاره هند شهرت دارد.  قتیل در شعرهای خود زادگاهش را دهلی و یا شاه‌جهان‌آباد خوانده است: 
| گرچه باشد مولد من خاک دهلی ای قتیل |  | کم کسی چون من ز یزد و ایروان برخاسته است |

و همچنین:
| رحم کن رحم بر این عاشق همشهری خویش |  | مولد خاص تو هم شاه‌جهان‌آباد است |

غلام همدانی مصحفی در کتاب خود «عقد ثریا»‌ (۱۱۹۹ق)، نام هندی قتیل را «دیوالی سنگهه» نگاشته و او را از قومِ کهتری (به انگلیسی: Khatri) بهنداری (به انگلیسی: Bhandari) پتالئی دانسته است .  قتیل نخست هندو بوده و بعدآً به اسلام گرویده است. بنا به همین سند نیز نامه نواب نظام الملک بهادر سپه سالار غازی الدهجان دربارهٔ میرزا قتیل شاعر به صاحب زاده خود نوشته، آمده است و در آن به موسی و طور سینا و ارتباط حروف بین این دو کلمه و چند بیت از اشعار وی اشاره شده‌است..
شیخ آغا بزرگ طهرانی در ذیل عنوانِ «دیوان قتیل لاهوری» در الذریعة می‌فرماید:
«و هو المیرزا محمد حسین بن درگاهی مل من هنود کایته. نزل مع أبیه فیض آباد ، و اسلم هو وعمره ثمانیة عشر سنة علی ید المیرزا محمد باقر الشهید ، واعتنق التشیع وتخلص قتیل، ثم نزل لکهنو وتوفی ۱۲۴۰ » 
برگردان:
«و او میرزا محمد حسین ابن درگاهی، از اهل کایته هندی است. او به همراه پدرش به فیض‌آباد آمد و اسلام را در هجده سالگی در پیشگاه میرزا محمد باقر شهید پذیرفت. او به تشیع گروید و قتیل تخلص کرد. سپس به لکهنؤ رفت و در ۱۲۴۰ [قمری] درگذشت.»

## آثار
آثار قتیل همه به زبان فارسی است و عبارتند از:
- ديـوان قتيل
- مثنوي صبح بهار
- مظهر العجائب
- درياي لطافت
- چهار شربت
- شجرة الامانی: به سال ۱۲۰۶ قمری به خواهش دوست مؤلفش سید امان‌علی نوشته شده است. این کتاب توسط محمدسلیم مظهر و مرتضی چرمگی عمرانی تصحیح شده است[۱۰].
- نهر الفصاحت
- هفت تماشا:‌ به خواهش آقا محمد صادق خان فراهانی و آقا ابوالحسن خان قزوینی، در آداب و رسوم هندوان و مسلمانان ساکن شبه قاره هند است[۱۱].

## نمونه شعر
مشهورترین غزل عارفانه قتیل لاهوری که دستمایه قوالان هند نیز بوده بدین شرح است:
| ما را به غمزه کشت و قضا را بهانه ساخت |  | خود سوی ما ندید و حیا را بهانه ساخت |
| دستی به دوش غیر نهاد از رهِ کرم        |  | ما را چو دید لغزشِ پا را بهانه ساخت  |
| آمد برونِ خانه چو آواز ما شنید         |  | بخشیدنِ نواله، گدا را بهانه ساخت     |
| رفتم به مسجد از پی نظّاره رُخش          |  | دستی به رخ کشید و دعا را بهانه ساخت |
| زاهد نداشت تابِ جمالِ پری‌رخان           |  | کنجی گرفت و ترسِ خدا را بهانه ساخت   |